# آلوین هولزی
آلوین هولزی (انگلیسی: Alvin Holsey; زادهٔ ۱۹۶۵) ادمیرال خلبان نیروی دریایی ایالات متحده آمریکا است، که از نوامبر ۲۰۲۴ فرماندهی جنوبی ایالات متحده آمریکا را برعهده دارد.
هولزی فعالیت نظامی را از سال ۱۹۸۸ در نیروی دریایی آمریکا آغاز نمود، از ۲۰۱۳ تا ۲۰۱۴ به‌عنوان فرمانده ناو هواپیمابر یواس‌اس ماکین فعالیت می‌کرد، در فاصله سال‌های ۲۰۱۸ تا ۲۰۲۰ فرمانده ناوگروه ضربت ۱ بود، از ۲۰۲۱ تا ۲۰۲۲ فرماندهی پرسنل نیروی دریایی را برعهده داشت و از ۲۰۲۳ تا ۲۰۲۴ به‌عنوان جانشین فرماندهی جنوبی ایالات متحده آمریکا فعالیت می‌کرد.